# Mimetus investis
Espèce
Synonymes
- Phobetinus investis Simon, 1909

Mimetus investis est une espèce d'araignées aranéomorphes de la famille des Mimetidae.

## Distribution
Cette espèce est endémique du Viêt Nam.

## Description
La femelle holotype mesure 2 mm.

## Systématique et taxinomie
Cette espèce a été décrite sous le protonyme Phobetinus investis par Simon en 1909. Elle est placée dans le genre Mimetus par Benavides et Hormiga en 2020.

## Publication originale
- Simon, 1909 : Étude sur les arachnides du Tonkin (1re partie). Bulletin Scientifique de la France et de la Belgique, vol. 42, p. 69-147 (texte intégral).